# Lubang Lor
Lubang Lor is een bestuurslaag in het regentschap Purworejo van de provincie Midden-Java, Indonesië. Lubang Lor telt 1263 inwoners (volkstelling 2010).